# Disney Planet (programa)
Disney Planet é um programa produzido e exibido pelo Disney Channel Brasil apresentado durante os intervalos do Canal, e Disney Planet News é um programa produzido e exibido pelo Disney Channel Brasil e Latino América durante os intervalos do Canal.

## Origem
O programa teve origem em meados de 2007, quando o Disney Channel Brasil queria manter os espectadores "por dentro" das novidades do canal. Nesse mesmo período, Robson Nunes e Fabíola Ribeiro estavam saindo do programa Zapping Zone, então os dois foram chamados para apresentar o programa. Robson gostou e permanece até hoje, porém Fabíola apresentou por apenas 2 meses e depois saiu da emissora, sendo substituida mais tarde por Fernanda Ramos.
Em 2017 foi lançado o Disney Planet News, apresentado por Bruno Heder (Bru) e Valeria Baroni (Vale), onde lançam notícias de primeira mão da Disney, quando em 2018, Vale foi substituída pelas atrizes argentinas Agustina Agazzani (Agus) e Nicole Luis.
Em fevereiro de 2021, o canal do YouTube da Disney Brasil postou o video "Em Pausa! | Disney Planet News #166" em que o Bruno Heder e algumas apresentadoras que passaram pelo programa anunciando que o programa iria entrar em pausa por conta da COVID-19. Porém até hoje a Disney não retornou com o programa muito provavelmente por causa da baixa audiência que o programa estava tendo nos ultimos anos e tambem o programa estava sempre trocas repentinas de apresentadoras, o "Disney Planet" e o "Disney Planet News" seguem disponiveis no canal do YouTube da Disney Brasil.

## Apresentadores

### Disney Planet
Antigos e Atuais
- Robson Nunes (2007-2015)

- Fabíola Ribeiro (2007-2008)

- Fernanda Ramos (2008-2015)

- Andrei Lamberg (2015-2016)

- Renata Ferreira (2015-Presente)

- Pedro H. Meirelles (2016-Presente)

### Disney Planet News
Antigos e Atuais
- Bruno Heder (2017-presente)

- Valeria Baroni (2017-2018)
- Agustina Agazzani (2018)
- Justi (2019-presente)
- Nicole Luis (2018-presente)